# Przeznaczenie (singolo)
Przeznaczenie è un brano musicale della cantante pop-rock polacca Ewelina Flinta, vincitrice della prima stagione del talent show Pop Idol, pubblicato dall'etichetta discografica Sony BMG come terzo singolo tratto dall'album omonimo. Ha raggiunto la posizione numero 2 nella classifica ufficiale dei singoli in Polonia.

## Classifiche
| Classifica (2003) | Posizione massima |
| ----------------- | ----------------- |
| Polonia           | 2                 |